# Ralph Paynel
Ralph Paynel también Raúl Paganell (Radulf, Les Moutiers-Hubert, c. 1050-Hooten Pagnell (Yorkshire), c. 1118) fue un hacendado caballero anglonormando, señor de Moutiers-Hubert, Hambye, West Rasen y Hooton Pagnell. Vasallo de Odón de Bayeux, al servicio de Guillermo I de Inglaterra y uno de los guerreros de los rangos superiores de la alta nobleza normanda con propiedades en Calvados, y el honor de Lieuvin, al sur de Beuzeville (hoy Eure). Hay indicios que fue hijo menor del señor de Moutiers-Hubert, y luchó junto a su hermano mayor [William] en la batalla de Hastings, acompañando a Guillermo el Bastardo en su conquista normanda de Inglaterra. Fue sheriff de Yorkshire entre 1087 y 1093.
El Libro Domesday detalla en 1086 que Paynel poseía diez señoríos en Devon, cinco en Somerset, quince en Lincolnshire, quince en Yorkshire y otros en Gloucestershire y Northamptonshire. Recibió las tierras que habían pertenecido a Merleswain, sheriff anglosajón de Lincolnshire. Se posicionó junto a Guillermo Rufus en la disputa real contra el obispo Guillermo de Durham, a quien confiscó las propiedades del obispo en Yorkshire. Fundador del priorato de Micklegate.

## Herencia
Se casó en primeras nupcias con una dama de quien hoy se desconoce su nombre, fruto de esa relación nació:
- William Paynel (m. 1146);

En segundas nupcias se casó con Matilda [Maud] de Surdeval (c. 1065-1097) hija de Richard de Surdeval. Fruto de esa relación, nacieron varios hijos:
- Alexander Paynell (c. 1085-1157);
- Jordan Paynell de Hooton (Pagnell, m. 1147). Casado con Gertrude de Fossard, una hija de Nigel de Fossard;
- Helias Paynell;
- Una hija cuyo nombre se desconoce, esposa del caballero William de Mandeville.[8]